# Översvämningen i Moçambique 2000
Översvämningen i Moçambique 2000 var en naturkatastrof som inträffade i februari och mars 2000. Kraftiga regn orsakade fem veckors översvämningar som dödade omkring 800 människor och 20 000 boskapsdjur, samt förstörde 1 000 km² åkermark.
Översvämningarna började den 9 februari, då huvudstaden Maputo svämmades över efter kraftiga regn över hela södra Afrika. Regnandet fortsatte, och den 11 februari brast Limpopoflodens vallar i Limpopodalen. Vattenmassorna orsakade stor förödelse och många invånare i området drabbades av sjukdomar som dysenteri.
Den 22 februari drog cyklonen Eline in över kusten nära Beira och förvärrade situationen ytterligare. Under räddningsarbetet räddades fler än 45 000 människor med båtar och ett litet fåtal inlånade helikoptrar från hustak, trädtoppar och andra höga platser. Omvärlden fick kritik för att reagera sent och kraftlöst, med räddningshjälp från Europa och Nordamerika som kom fram först efter tre veckor, och med bara ett fåtal räddningshelikoptrar på plats från angränsande Sydafrika och Malawi.
Sammanlagt förstördes omkring 90 procent av landets odlade mark under översvämningarna, och 113 000 farmarhushåll ställdes på bar backe.
I maj 2000 hölls en givarkonferens i Rom där den moçambikiska regeringen anhöll om 450 miljoner US-dollar i katastrofhjälp.